# Петропавловка (Заиграевский район)
Петропа́вловка — село в Заиграевском районе Бурятии. Входит в сельское поселение «Первомаевское».

## География
Расположено на правобережье реки Уда, в 1 км к северу от места впадения в неё реки Курба, на региональной автодороге Р436 Улан-Удэ — Романовка — Чита, в 6 км к востоку от центра сельского поселения — села Первомаевка.

## Население
| 2002 | 2010 |
| ---- | ---- |
| 74   | ↘65  |